# Елмор Сит (Оклахома)
Елмор Сит (енгл. Elmore City) град је у америчкој савезној држави Оклахома.

## Демографија
По попису из 2010. године број становника је 697, што је 59 (-7,8%) становника мање него 2000. године.
| Група             | 2000.       | 2010.       |
| Белци             | 689 (91,1%) | 602 (86,4%) |
| Афроамериканци    | 0 (0,0%)    | 4 (0,6%)    |
| Азијати           | 4 (0,5%)    | 1 (0,1%)    |
| Хиспаноамериканци | 11 (1,5%)   | 19 (2,7%)   |
| Укупно            | 756         | 697         |